# Hernâni Lopes da Silva Maia
Hernâni Lopes da Silva Maia (Porto, 31 de março de 1936 – 15 de julho de 2024) foi um químico e professor universitário português, autor de obras em química e cosmogonia e, ultimamente, também em genealogia e história.

## Carreira académica
Licenciado em Ciências Físico-Químicas pela Universidade de Coimbra (1962), doutor em Química (Ph.D.) pela Universidade de Exeter (Reino Unido, 1970), professor agregado de Química Orgânica pela Universidade do Minho (1978).
Iniciou a carreira académica em 1961 na Universidade do Porto, primeiro como assistente extraordinário e depois como segundo assistente. Em 1964 transferiu-se para a Universidade de Luanda; após ter aí realizado uma comissão de serviço por dois anos, viajou para Inglaterra, onde se manteve até 1971, primeiro como estudante de doutoramento e, depois, como "visiting lecturer" da Universidade de Exeter. Regressou então à Universidade de Luanda e em 1975 mudou-se para a Universidade do Minho, tendo sido nomeado professor catedrático de Química Orgânica em 1979, funções que desempenhou até meados de 2006. Actualmente é professor catedrático jubilado da Universidade do Minho.
Foi vice-presidente do Senado e professor decano da Universidade do Minho, de que foi um dos fundadores. Também foi fundador do Departamento de Química e do Centro de Química, que dirigiu até 1995, e do Instituto de Biotecnologia e Química Fina da Universidade do Minho, de que foi director até 1996.
Foi membro fundador e representante de Portugal durante quatro quadriénios no conselho de administração da Sociedade Europeia de Péptidos; foi o primeiro presidente eleito da Divisão de Química Orgânica da Sociedade Portuguesa de Química. Presidiu a vários encontros científicos em Portugal e também ao 23.º Simpósio Europeu de Péptidos; fez parte da comissão científica das 22.ª-25.ª edições deste simpósio (Interlaken, Braga, Edimburgo e Budapeste), tendo sido também membro da comissão organizadora dos três últimos.
Fez parte da Comissão de Bolsas da Fundação para a Ciência e a Tecnologia (FCT) e da primeira Comissão de Avaliação Externa dos cursos de licenciatura em Química e Engenharia Química e  também dos cursos de licenciatura em Ensino da Química das universidades públicas portuguesas.
Área de investigação: ciência de péptidos (incluindo também síntese de aminoácidos) em que, nos últimos dez anos de atividade académica, publicou para cima de meia centena de artigos em reputados jornais científicos (referenciados pelo Institute for Scientific Information – ISI, USA) e cerca de duas dezenas em actas de encontros científicos internacionais.
Áreas de ensino: Química Orgânica e também Cosmogonia em ligação com a origem da vida; leccionou nesta área desde 1980 na Universidade do Minho e, simultaneamente, desde 1998 na Universidade do Porto. Sobre este tema realizou uma dezena de cursos intensivos em ligação com os Ministérios da Educação de Portugal e de Espanha e mais de meia centena de palestras. Fundou e dirigiu até 2006 os Cursos de Pós-graduação em Evolução e Origem da Vida da Universidade do Minho.
Actividade após jubilação: Peritagem e assistência em acções jurídicas em ligação com litígios de patentes de medicamentos, no que tem colaborado com diversas empresas multinacionais (Pfizer, MSD, Novartis, Eli Lilly, Roche, Smithkline-Beecham, Glaxo-Welcome); investigação nos domínios da Genealogia e da História, em que publicou diversos trabalhos.

## Livros
- A Evolução Cósmica e a Origem da Vida - Hernâni L.S. Maia, J.J. Moura Ramos (eds.), Coimbra: Livraria Almedina, 1985
- Peptides 1994: Proceedings of the Twenty-Third European Peptide Symposium - Hernâni L.S. Maia (ed.), Leiden: ESCOM, 1995. ISBN 90-72199-21-9
- Guia IUPAC para a Nomenclatura de Compostos Orgânicos - Ana Cristina Fernandes, Bernardo Herold, Hernâni Maia, Amélia Pilar Rauter e José Augusto Rosário Rodrigues, Lisboa: Lidel - Edições Técnicas, 2002
- Origem da Vida: Recentes Contribuições para um Modelo Científico - Ilda Dias e Hernâni L.S. Maia, Lisboa: Escolar Editora, 2008
- Origin of Life: Recent Contributions to a Scientific Model - Hernani L.S. Maia, Keith G. Orrell, Ilda V.R. Dias, Internet Archive, 2010
- Origem da Vida: Recentes Contribuições para um Modelo Científico - Hernâni L.S. Maia e Ilda Dias, São Paulo: Livraria da Física, 2012
- Famílias e Pessoas da Freguesia de Santa Maria de Sedielos até meados do século XVIII - Hernâni L.S. Maia: Genealogia FB
- Famílias e Pessoas da Freguesia de São Martinho de Lordelo do Ouro até meados do século XVIII - Hernâni L.S. Maia: [Genealogia FB
- Pernambuco Revolucionário: Relações com a Coroa e vicissitudes de seus bispos" - Hernani L.S. Maia, Raquel Gonçalves-Maia, Gilda Whitaker Verri e Eduardo Duque, São Paulo: Livraria da Física, 2016
- Memorial do bispo assassinado - Maria Cristina Cavalcanti de Albuquerque e Hernani L.S. Maia, romance historiográfico, Olinda, Editora Babecco
- Rosa Pereira de França Botelho Castelo Branco - Genealogia - Hernâni L.S. Maia: Genealogia FB
- José Lopes Vieira - Genealogia - Hernâni L.S. Maia: Genealogia FB
- Famílias e Pessoas de S. Cosme de Gondomar  - Hernâni L.S. Maia: Genealogia FB, 2021
- Famílias e Pessoas de Campanhã - Hernâni L.S. Maia: Genealogia FB